# ماموت اسکرین
ماموت اسکرین (انگلیسی: Mammoth Screen) یک شرکت خصوصی محدود بریتانیایی است در سال ۲۰۰۷ توسط میشل باک و دیمین تیمر پایه‌گذاری شد و کارش تهیه و تولید برنامه‌ها و سریال برای شبکه‌های تلویزیونی و به‌خصوص آی‌تی‌وی است.
از جمله محصولات این شرکت می‌توان به پولدارک، سپس هیچ‌کدام باقی نماندند، ویکتوریا، قتل‌های ای.بی.سی. و برخی قسمت‌های پوآرو اشاره کرد.